# Forze terrestri russe
Le Forze terrestri russe o SV (in russo Сухопутные войска?, Suchoputnye vojska) costituiscono l'esercito della Federazione Russa e assieme a Forze Aerospaziali, Forze missilistiche strategiche, Truppe aviotrasportate e Marina militare compongono le Forze armate russe. Istituite a partire dal 1991, sono le eredi naturali dell'Armata Rossa sovietica e sono solite includere nel proprio lignaggio anche l'Esercito imperiale russo.
Con compiti legati alla difesa dell'integrità del territorio della Federazione e la protezione degli interessi del Paese, a partire dagli anni duemila sono oggetto di un vasto ed impegnativo piano di riforma e riorganizzazione nonché di rinnovamento degli equipaggiamenti, venendo incluse in un sistema di programmi decennali di approvvigionamento degli armamenti. Il programma in corso, previsto per il decennio 2018-2027, prevede una spesa pari a 282 miliardi di dollari.
Caratterizzate da un inventario costituito da numerosi veicoli sovietici, nel 2020 la quota di mezzi e sistemi d'arma aggiornati ha raggiunto il 70% del totale.
Le riforme, portate avanti con successo a partire dagli anni duemiladieci, hanno permesso alle condizioni generali di servizio dei soldati russi di migliorare in modo sostanziale e migliorare coordinamento e gestione della forza armata. Ulteriori sforzi sono stati profusi per l'adeguamento della rete di stoccaggio e rifornimento, strutture abitative, cliniche ed uffici. A partire dal 2009 la ferma obbligatoria è diminuita da 24 a 12 mesi.
Al 2021, le forze terrestri sono caratterizzate dalla presenza sia di coscritti che personale a contratto.

## Storia
Con il dissolversi dell'Unione Sovietica vi fu un grande sforzo per mantenere unite le Forze armate sovietiche in un solo corpo militare al servizio della neonata Comunità degli Stati Indipendenti. L'ultimo ministro della difesa sovietico, il maresciallo Evgenij Šapošnikov, venne nominato comandante in capo della Forze armate della CSI nel dicembre 1991. Fra i numerosi accordi firmati dalle varie repubbliche con lo scopo di regolare il periodo di transizione ci fu quello di un accordo generale che ammetteva l'esistenza di un unico blocco militare, che venne firmato a Minsk il 14 febbraio 1992. Divenne tuttavia chiaro che l'Ucraina, e con essa altre repubbliche, erano ben determinate a opporsi a questo accordo di un fronte militare unico con lo scopo di creare delle proprie Forze armate e per questo motivo il nuovo governo russo prese i suoi provvedimenti.
Il presidente Boris El'cin firmò un decreto per la creazione di un Ministero della difesa russo il 7 maggio 1992, portando in essere le Forze di terra russe insieme ad altri corpi d'armata delle Forze armate della Federazione Russa. A quel tempo il Comando generale era impegnato nel processo di ritiro di decine di migliaia di soldati dalla Germania, dalla Polonia, dalla Cecoslovacchia e dalla Mongolia.
Vennero ritirate in totale trentasette divisioni e quattro distretti militari, per un totale di cinquantasette divisioni, vennero riassegnate in Bielorussia e Ucraina. Questo processo di ritiro delle truppe dai territori dell'ex-Patto di Varsavia fu per le Forze sovietiche di Terra in dissolvimento una fase estremamente dispendiosa e difficile. Poiché i distretti militari rimasti in Russia dopo il collasso dell'Unione Sovietica erano composti in gran parte da formazioni autotrasportate, la creazione delle Forze di terra russe rappresentarono un immane sforzo per sostituire con le ben addestrate ed efficaci truppe provenienti dai paesi dell'Est a quelle mal equipaggiate e insufficientemente preparate dei distretti russi. Tuttavia, le caserme e le basi militari russe si dimostrarono troppo inadeguate per un simile flusso di personale ed equipaggiamento e molte unità "vennero scaricate dai vagoni dei treni in aperta campagna." La necessità di distruggere e trasferire una ingente quantità di armamenti in rispetto al Trattato FCE ha ulteriormente aggravato la situazione sopra descritta.

### I piani di riforma post-sovietica
Un piano di riforma venne pubblicato il 21 luglio 1992 sulla Stella Rossa, il giornale del Ministero della difesa. Successivamente un commentatore disse che esso venne ideato "con una certa solerzia" dal Comando generale "per soddisfare la richiesta della popolazione per un cambiamento radicale". Il Comando generale rappresentò, da questo punto di vista, un bastione conservatore, che causò un sovraccarico di problemi che resero ancor più critica la situazione. Il piano di riforma prevedeva il mutamento da una struttura con schema Armata-Divisione-Reggimento a uno schema Corpi-Brigata. Le nuove strutture sarebbero state maggiormente efficaci in una situazione senza fronti di conflitto ben definiti e indipendenti nell'azione a tutti i livelli. Tagliando un intero livello di comando, e lasciando solo due scaglioni superiori tra i quartieri generali di guerra e i battaglioni in azione si sarebbero ottenuti minori dispendi di risorse, una maggiore flessibilità e una migliore efficacia nel sistema di comando e controllo delle operazioni. Questo cambiamento così radicale è rimasto tuttavia inattuato, parziale e, in alcuni casi, addirittura revisionato.

### La crisi interna del 1993
Le Forze di terra vennero coinvolte con una certa riluttanza nella crisi costituzionale russa esplosa nel 1993 dopo che l'allora presidente El'cin aveva proclamato un decreto (da molti ritenuto illegittimo) con il quale dissolveva di fatto il Parlamento russo a seguito della strenua opposizione di quest'ultimo ai suoi tentativi di consolidamento del suo potere personale e delle sue riforme neo-liberali. Un gruppo di deputati, compreso il vicepresidente Aleksandr Ruckoj, si barricarono nel Parlamento in segno estremo di protesta. Mentre davano pubblicamente supporto al presidente, le Forze armate, guidate dal generale Gračëv, cercarono di fatto di mantenersi neutrali, seguendo esclusivamente gli ordini dei loro ufficiali. Yeltsin dovette aspettare diverse ore nel tentativo di ottenere il consenso delle alte sfere militari, poco convinte della legittimità della sua causa e della fedeltà dei propri soldati, ma alla fine venne raggiunto l'accordo per attaccare il palazzo del Parlamento.
Quando l'attacco venne finalmente sferrato, le forze in esso utilizzate provenivano da cinque differenti divisioni provenienti dai dintorni di Mosca e il personale coinvolto era composto per la maggior parte da ufficiali e sottufficiali. Alcune fonti sostengono che alcune formazioni entrarono a Mosca solo dietro enormi pressioni. Tuttavia, una volta che il Parlamento venne evacuato e i suoi leader arrestati, con l'imposizione della censura, Yeltsin riuscì a ottenere nuovamente il potere.

### Il conflitto in Cecenia
Il popolo ceceno non aveva mai accettato di buon grado la supremazia russa, e con la dissoluzione dell'Unione Sovietica, dichiarò la propria indipendenza nel novembre 1991, sotto la leadership dell'ex ufficiale dell'aviazione, il generale Džochar Dudaev. Poiché la proclamazione dell'indipendenza cecena iniziò ad essere interpretata da più parti come una minaccia all'autorità centrale di Mosca e il relativo diffondersi di una situazione di totale anarchia in territorio ceceno dava adito al sorgere di bande criminali, sorse all'interno del governo russo un gruppo di sostenitori della linea dura che proclamavano a gran voce una forte politica di repressione. Fu per questo motivo che il presidente El'cin venne indotto nel novembre 1994 a decidere per un giro di vite. Nel Consiglio di Sicurezza del 29 novembre 1994 egli ordinò ai Ceceni di abbandonare le armi, con la minaccia di far intervenire le truppe di Mosca per restaurare l'ordine. Il ministro della difesa Pavel Gračëv assicurò Yeltsin che avrebbe preso Groznyj con l'uso di un solo reggimento di truppe aerotrasportate in due ore.
L'operazione iniziò l'11 dicembre 1994 e il 31 dicembre le forze d'assalto russe entrarono nella capitale cecena. Alla 131ª Brigata motorizzata venne dato l'ordine di fare una rapida incursione nel centro cittadino, ma venne di fatto decimata dagli agguati dei ribelli ceceni. Dopo aver definitivamente conquistato Groznyj, nonostante una strenua e feroce resistenza, l'esercito spostò le operazioni nelle altre roccaforti della resistenza cecena. Quando i militanti ceceni presero degli ostaggi nell'ospedale di Budënnovsk nel territorio di Stavropol' nel giugno 1995, la possibilità di una pace sembrò allontanarsi e i combattimenti diventarono sempre più intensi. Dudaev venne assassinato nell'aprile del 1996 e in quella stessa estate una controffensiva cecena portò alla riconquista di Groznyj da parte dei ribelli. L'allora segretario del Consiglio di sicurezza Aleksandr Lebed' intraprese una serie di colloqui di mediazione con il leader dei ribelli ceceni Aslan Maschadov nell'agosto 1996, con il quale firmò un accordo tra il 22 ed il 23 agosto, che portò alla fine dei combattimenti a fine mese. L'accordo formale per il cessate il fuoco venne siglato nella città daghestana di Chasavjurt il 31 agosto 1996 e in esso si giunse a un accordo secondo il quale non si sarebbero aperte relazioni diplomatiche tra la Repubblica cecena di Ichkeria e il governo federale russo prima della fine del 2001.
L'efficacia delle Forze di terra russe durante la prima guerra cecena è stata valutata come "alquanto insufficiente". Scrivendo un secondo articolo sei anni dopo, Michael Orr affermò che "una delle cause alla radice del fallimento della campagna russa del 1994–96 fu l'incapacità di organizzare e schierare una forza militare debitamente addestrata." Nel dicembre del 1996, il ministro della difesa Igor Rodionov ordinò persino le dimissioni del comandante delle forze di terra, Vladimir Semjanov, per attività incompatibili con la sua posizione (ovvero per le attività economiche di sua moglie).
La seconda guerra cecena iniziò nell'agosto 1999 in seguito a un attacco militare delle forze ribelli cecene nel territorio del Daghestan, seguito subito dopo da una serie di quattro bombardamenti in territorio russo agli inizi di settembre, che ebbero come pronta risposta un'azione di rappresaglia contro gli assalitori da parte delle forze russe. Inizialmente la principale tattica russa fu di attuare un intenso bombardamento da terra e dal cielo prima di far avanzare le forze di terra. Nel frattempo, all'interno delle Forze di terra, nell'intervallo di tempo tra il 1996 e il 1999, erano stati compiuti notevoli progressi, e quando iniziò il conflitto, invece di schierare dei reggimenti mal composti e creati alla rinfusa, senza alcun addestramento, furono impiegate formazioni ben equipaggiate e ben supportate da truppe di riserva cospicue, addestrate specificamente al conflitto in corso e poi dislocate sul campo di battaglia. Di conseguenza le prestazioni delle truppe russe migliorarono notevolmente e una larga parte delle forze nemiche subirono notevoli danni.
La maggior parte dei capi secessionisti ceceni morirono nei combattimenti o furono uccisi, incluso l'ex presidente ceceno Aslan Maschadov e la "mente" del terrorismo ceceno e trafficante d'armi Šamil' Basaev. Comunque sia continuarono a verificarsi scontri su piccola scala che, a partire dal novembre 2007, si allargarono in altre zone della Russia caucasica. Diventò un conflitto che creò forti tensioni anche all'interno delle stesse Forze terrestri russe, in cui addirittura un alto ufficiale fu costretto alle dimissioni per essere rimasto indifferente agli ordini del governo: il generale Gennadij Trošev venne estromesso nel 2002 per essersi rifiutato di lasciare il comando del Distretto militare del Caucaso Settentrionale per il meno importante Distretto militare della Siberia.
La seconda guerra cecena fu dichiarata ufficialmente finita il 16 aprile 2009.

### Le riforme di Sergeev (1997-1999)
Nel contesto di una crescente crisi di fiducia nell'esercito, il 16 maggio 1996 il Presidente della Federazione Russa firmò il decreto n. 722 con cui veniva pianificato il passaggio dell'esercito da base volontaria a professionale entro il 2000. Pertanto, quando Igor' Sergeev divenne ministro della difesa nel 1997, iniziò un processo di vera riforma in una situazione molto difficile.
Venne ridotto il numero di centri di addestramento militare, rimasto invariato dal 1991, mentre fu ordinata l'unione del Distretto militare della Siberia con quello della Transbajkalia. Un gran numero di divisioni dell'esercito cambiarono il loro status in truppe sempre pronte ad entrare in combattimento, con l'obiettivo di rendere in ogni momento operativo l'80% dell'organico e il 100% dell'equipaggiamento. Nell'agosto del 1998 Sergeev annunciò che vi sarebbero state, entro la fine dell'anno, ben 6 divisioni e 4 reggimenti pronti a essere impiegati sul campo con un preavviso di 24 ore. Furono annunciati inoltre i tre livelli su cui venivano organizzate le Forze armate russe: truppe immediatamente operative, truppe a basso livello di operatività e riserve strategiche.
Nonostante ciò, la bassa qualità del personale continuò a essere un problema. La mancanza di benzina da destinare agli addestramenti e una mancanza di giovani ufficiali ben addestrati causava un calo di efficienza combattiva delle truppe. Comunque sia, dando ascolto agli interessi del suo vecchio gruppo di appartenenza, le Forze Missilistiche Strategiche, Sergeev diresse personalmente lo smembramento del quartier generale delle Forze di terra nel dicembre 1997. La sua smobilitazione fu un autentico "nonsense militare", secondo Michael Orr, "spiegabile soltanto in termini di scelte politiche interne al Ministero della difesa". Risultato di ciò fu un calo del prestigio delle Forze terrestri, dato che la smobilitazione del loro quartier generale fu - almeno in teoria - causa di un loro abbassamento di livello nei confronti dell'Aviazione e della Marina.

### La prima riforma Putin (2001-2004)
Durante la presidenza di Vladimir Putin incominciarono a venire investite considerevoli risorse finanziarie nelle Truppe terrestri. Venne riformato il loro quartier generale e si fecero passi avanti verso la professionalizzazione dell'esercito. I piani di riforma prevedevano anche di ridurre il servizio di leva a 18 mesi nel 2007 e a 1 anno a partire dal 2008, mentre rimaneva la composizione mista delle Forze terrestri, con effettivi di leva ed altri a contratto.
Grazie ad una leggera ripresa dalla crisi economica che imperversò nella Russia post-sovietica ed a un aumento delle entrate dovute all'estrazione di idrocarburi, la Russia dichiarò ufficialmente di aver aumentato le risorse destinate alla difesa per la prima volta dalla formazione della Federazione. Il budget aumentò da 141 miliardi di rubli nel 2000 fino a ben 219 miliardi di rubli nel 2001. Buona parte di queste nuove risorse furono spese nelle retribuzioni del personale maggiori nel 2001 anche del 20% rispetto all'anno precedente. Il programma di professionalizzazione dell'esercito, inclusa la nuova formazione di 26 000 sergenti, venne stimato bisognoso di una spesa di 31 miliardi di rubli (1.1 miliardi di dollari USA). Ma le spese non furono limitate al personale; si investì anche in ricerca e sviluppo.
Nel 2003, sotto il ministro della Difesa della Federazione Russa S. B. Ivanov, è stato proposto un nuovo piano di riforma, in base al quale tutte le unità e le formazioni in continua disponibilità, dovevano convertirsi al metodo contrattuale, tuttavia il progetto si arenò nuovamente per mancanza di fondi.
Al 2008, nessuna delle riforme dell'esercito intraprese dal momento della loro istituzione era riuscita a giungere a compimento.

### La seconda riforma Putin (2008-2020)
Il conflitto armato nell'Ossezia meridionale scoppiato nell'agosto 2008, accelerò grandemente i piani di riforma.
Si suddivise tali piani in 3 fasi:
- Fase I (2008-2011): ottimizzazione nel numero del personale, ottimizzazione della catena di comando, riforma dell'educazione militare.
- Fase II (2012-2015): aumento della retribuzione, fornitura di alloggi permanenti e uffici al personale, riqualificazione professionale e formazione avanzata del personale militare.
- Fase III (2016-2020): riorganizzazione dei riservisti, rinnovamento infrastrutturale, creazione di battaglioni EW.

#### Fase I
Nel 2010, la suddivisione militare-amministrativa della Federazione è stata modificata portando alla destituzione dei 6 distretti militari allora esistenti e la conseguente istituzione di 4 distretti militari allargati: quello occidentale, meridionale, centrale ed orientale.
| Distretto                                        | Unità                                       | Sede              |
| ------------------------------------------------ | ------------------------------------------- | ----------------- |
| Distretto militare occidentale (San Pietroburgo) | 1ª Armata corazzata delle guardie           | Odintsovo         |
| Distretto militare occidentale (San Pietroburgo) | 6ª Armata di forze combinate                | San Pietroburgo   |
| Distretto militare occidentale (San Pietroburgo) | 20ª Armata di forze combinate delle guardie | Voronezh          |
| Distretto militare meridionale (Rostov sul Don)  | 8ª Armata di forze combinate delle guardie  | Novocherkassk     |
| Distretto militare meridionale (Rostov sul Don)  | 49ª Armata di forze combinate               | Stavropol         |
| Distretto militare meridionale (Rostov sul Don)  | 58ª Armata di forze combinate               | Vladikavkaz       |
| Distretto militare centrale (Ekaterinburg)       | 2ª Armata di forze combinate delle guardie  | Samara            |
| Distretto militare centrale (Ekaterinburg)       | 41ª Armata di forze combinate               | Novosibirsk       |
| Distretto militare orientale (Khabarovsk)        | 5ª Armata di forze combinate                | Ussuriysk         |
| Distretto militare orientale (Khabarovsk)        | 29ª Armata di forze combinate               | Chita             |
| Distretto militare orientale (Khabarovsk)        | 35ª Armata di forze combinate               | Belogorsk         |
| Distretto militare orientale (Khabarovsk)        | 36ª Armata di forze combinate               | Ulan-Ude          |
| Distretto militare orientale (Khabarovsk)        | 68º Corpo d'Armata                          | Yuzhno-Sakhalinsk |

La struttura di comando è stata snellita, riducendo in media del 61% il numero degli ufficiali nei ranghi tra il 2008 ed il 2012.
| Grado              | 2008    | 2009 | 2012    | Variazione percentuale |
| ------------------ | ------- | ---- | ------- | ---------------------- |
| Generale           | 1 107   | 780  | 866     | −22%                   |
| Colonnello         | 15 365  | -    | 3 114   | −80%                   |
| Tenente colonnello | 19 300  | -    | 7 500   | −61%                   |
| Maggiore           | 99 550  | -    | 30 000  | −70%                   |
| Capitano           | 90 000  | -    | 40 000  | −56%                   |
| Tenente anziano    | 30 000  | -    | 35 000  | +17%                   |
| Tenente            | 20 000  | -    | 26 000  | +30%                   |
| Ufficiali totali   | 365 000 |      | 142 000 | −61%                   |
| Guardiamarina      | 90 000  | 0    | 0       | −100%                  |
| Michman            | 50 000  | 0    | 0       | −100%                  |

Sono state realizzate ulteriori infrastrutture a supporto della medicina militare, che hanno portato a conteggiare:
- 66 ospedali militari
- 83 cliniche militari
- 17 infermerie
- 5 sanatori militari e case di riposo
- 64 basi di stoccaggio per attrezzature militari e proprietà

#### Fase II
In questa fase sono stati ridotti i problemi di tipo sociale di cui soffrivano gli effettivi. Lo stipendio è stato aumentato da 2 a 3 volte per ciascun grado, integrato da numerosi bonus e coefficienti relativi al servizio svolto.
Dal 2010 al 2017, sono stati forniti alloggi permanenti a più di 482 000 soldati.
A partire da gennaio 2012, tutti i militari a contratto sono tenuti a seguire corsi di addestramento intensivo in centri di formazione appositamente creati. Nei primi sei mesi del 2012, più di 6,5mila militari si sono formati nel solo distretto militare meridionale, 5 500 con successo mentre circa 1 000 militari non hanno superato il test.

#### Fase III
Nel 2016 sono iniziati i lavori per la creazione di 24 complessi produttivi e logistici (PLC) entro il 2020. I PLC sono progettati per sostituire circa 330 tra magazzini dell'esercito e basi di stoccaggio, riducendo così le spese del ministero della difesa da 29,4 miliardi a 14,8 miliardi di rubli.
Nel 2018, il Ministero della difesa definì un vero e proprio sistema di riserva di mobilitazione, in base al quale i soldati e gli ufficiali di riserva concludono un contratto con il Ministero della Difesa e sono tenuti a frequentare i campi di addestramento ogni anno, nonché corsi speciali ogni mese. Il contratto prevede pagamenti e risarcimenti. Durante il servizio, il riservista riceve uno stipendio intero e nei restanti mesi il 12% del totale.

## Ruolo e funzione

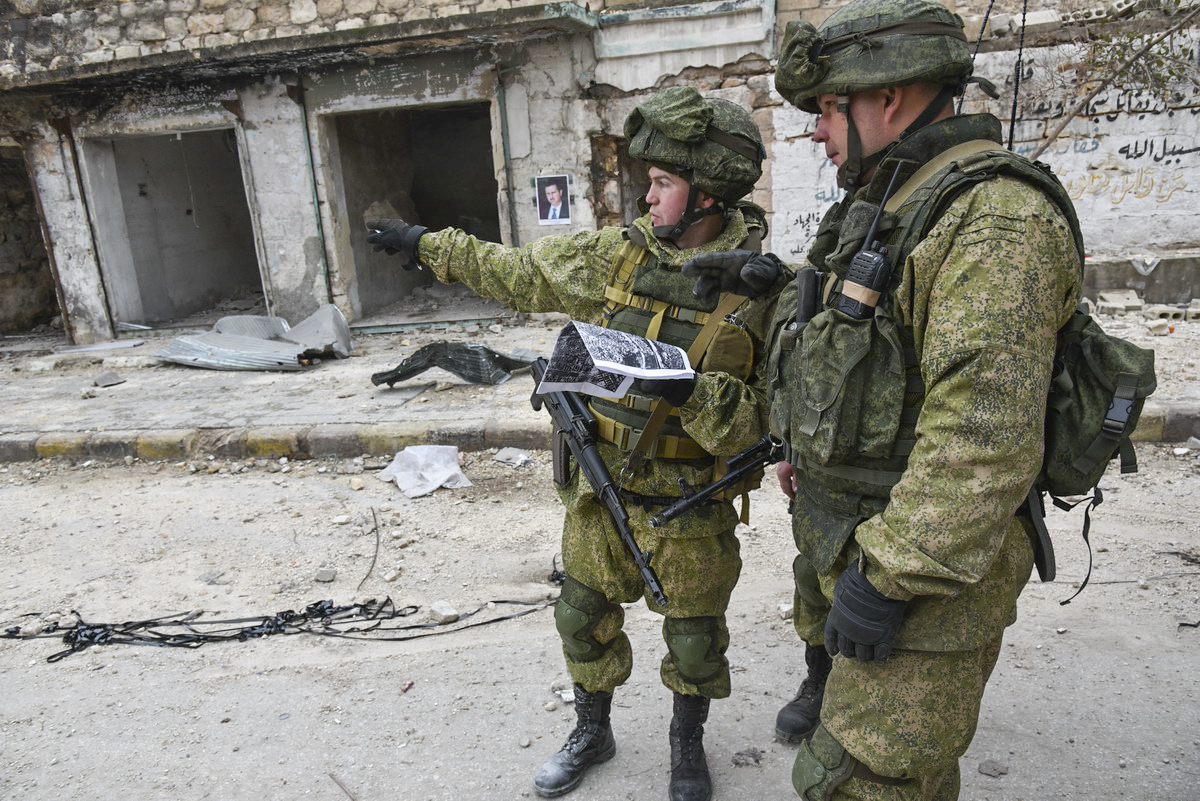
Genieri russi durante le operazioni di sminamento ad Aleppo

Il ruolo principale per le Forze di terra è la difesa dei confini nazionali, il combattimento a terra, la sicurezza dei territori sottoposti a occupazione e lo scontro con eventuali forze nemiche. Tutti questi obiettivi debbono essere perseguiti dalle truppe di Terra sia in un ipotetico conflitto nucleare che in una guerra convenzionale, con l'esclusione dell'uso di armi di distruzione di massa. Oltre a ciò, essi debbono essere in grado di proteggere gli interessi della nazione all'interno degli obblighi e dei patti militari stipulati a livello internazionale.

Simbolo presente sui veicoli

Il Comando generale delle Forze di terra è ufficialmente deputato ai seguenti obiettivi:
- L'addestramento delle truppe per il combattimento, sulla base degli obiettivi determinati dal Comando generale delle Forze armate della Federazione Russa
- L'organizzazione e lo sviluppo della struttura e della composizione delle truppe, comprese quelle delle forze speciali
- Lo sviluppo della teoria e della pratica bellica
- Lo sviluppo di manuali e di metodologie di addestramento sul campo
- Lo sviluppo di addestramento e tattiche per le Forze di terra

## Organizzazione
Il Presidente russo è il comandante in capo supremo delle Forze armate. Le attività delle Forze terrestri russe sono dirette dal Comando centrale (Glavkomat), con sede a Mosca. Questa struttura fu abolita nel 1997, per poi essere ripristinata dal presidente Putin nel 2001, nominando come comandante delle Forze terrestri il generale Nikolaj Kormilcev, in carica anche come ministro della difesa. Kormilcev ha ceduto il suo comando al generale Aleksej Maslov nel 2004, e nel quadro di una riorganizzazione degli incarichi e delle responsabilità, il comandante in capo delle Forze terrestri perse il suo ruolo di ministro della difesa. Come Kormilcev, anche Maslov (in carica come capo delle Forze terrestri) fu promosso al grado di generale d'armata.
Il Comando centrale delle Forze terrestri è costituito dallo stato maggiore delle Truppe terrestri e dai dipartimenti delle Forze di mantenimento della pace, degli armamenti delle Forze terrestri, dei servizi segreti delle Forze terrestri, dei Quadri delle Forze terrestri (personale amministrativo), della dottrina e dell'educazione militare. Vi erano altri dipartimenti al tempo in cui il comandante delle Forze terrestri era anche ministro della difesa. Essi sono il Dipartimento delle truppe di difesa da radiazioni, attacchi chimici e biologici, il Dipartimento del genio militare, il Dipartimento delle truppe di supporto aereo e altre ancora. A oggi il titolare di questi dipartimenti è sconosciuto.
Nel 2024, l'organizzazione è la seguente:

### Distretto militare di Leningrado,San Pietroburgo
- 6ª Armata combinata
  -  68ª Divisione fucilieri motorizzata delle guardie "Sebastopoli-Fucilieri Lettoni"
  -  69ª Divisione fucilieri motorizzata delle guardie "Krasnoselo"
  -  9ª Brigata artiglieria delle guardie "Kielce-Berlino"
  -  5ª Brigata missilistica contraerea
  -  26ª Brigata missilistica "Neman"
  -  95ª Brigata comando "50º Anniversario dell'URSS"
  - 51ª Brigata logistica
  - 6º Reggimento difesa NBC
  - 30º Reggimento genio delle guardie
- 44º Corpo d'armata
  -  72ª Divisione fucilieri motorizzata
  -  128ª Brigata fucilieri motorizzata
  - 104ª Brigata artiglieria
  - 70ª Brigata missilistica
- 2ª Brigata specnaz delle guardie (GRU)
- 1ª Brigata comando "Sebastopoli-50º anniversario del Komsomol"
- 8ª Brigata ferroviaria
- 132ª Brigata comunicazioni
- 88º Reggimento genio
- Flotta del Baltico
  -  11º Corpo d'armata
    -  18ª Divisione fucilieri motorizzata delle guardie "Insterburg"
    -  244ª Brigata artiglieria "Neman"
    -  152ª Brigata missilistica delle guardie "Brest-Varsavia"
    -  7º Reggimento fucilieri motorizzato delle guardie "Proletariato di Mosca-Minsk"
    - 22º Reggimento missilistico contraereo delle guardie

  -  336ª Brigata fanteria di marina delle guardie "Białystok"
  - 25ª Brigata missilistica costiera
  -  69º Reggimento genio navale delle guardie "Mogilëv"
- Flotta del Nord
  -  14º Corpo d'armata
    -  71ª Divisione fucilieri motorizzata delle guardie "Pečenga"
    -  80ª Brigata fucilieri motorizzata artica

  -  61ª Brigata fanteria di marina "Kirkenes"
  - 536ª Brigata missilistica costiera
  - 63º Reggimento genio navale

### Distretto militare di Mosca,Mosca
- 1ª Armata corazzata delle guardie
  -  2ª Divisione fucilieri motorizzata delle guardie "Taman'-M. I. Kalinin"
  -  4ª Divisione corazzata delle guardie "Kantemirovka-J. V. Andropov"
  -  47ª Divisione corazzata "Częstochowa"
  -  27ª Brigata fucilieri motorizzata delle guardie "Sebastopoli-60º Anniversario dell'URSS"
  -  288ª Brigata artiglieria delle guardie "Varsavia"
  -  49ª Brigata missilistica contraerea
  -  112ª Brigata missilistica delle guardie "Novorossijsk"
  - 60ª Brigata comando
  -  96ª Brigata ricognizione "Nižnij Novgorod"
  - 152ª Brigata logistica
  - 6º Reggimento genio
  - 20º Reggimento difesa NBC
- 20ª Armata combinata delle guardie
  -  3ª Divisione fucilieri motorizzata "Vistola"
  -  144ª Divisione fucilieri motorizzata delle guardie "El'nja"
  -  236ª Brigata artiglieria delle guardie
  -  53ª Brigata missilistica contraerea delle guardie "Berlino"
  -  448ª Brigata missilistica "S.P. Nepobedimyj"
  - 9ª Brigata comando delle guardie
  - 69ª Brigata logistica
  - 11º Reggimento difesa NBC
  - 16º Reggimento genio
- 16ª Brigata specnaz delle guardie (GRU)
- 45ª Brigata artiglieria pesante "Svir"
- 79ª Brigata artiglieria lanciarazzi delle guardie "Novozybkov"
- 202ª Brigata missilistica contraerea
- 1ª Brigata genio guastatori delle guardie "Brest-Berlino"
- 15ª Brigata guerra elettronica
- 16ª Brigata guerra elettronica
- 27ª Brigata difesa NBC delle guardie
- 28ª Brigata genio pontieri delle guardie
- 29ª Brigata ferroviaria "Varsavia"
- 34ª Brigata ferroviaria
- 38ª Brigata ferroviaria
- 45ª Brigata genio delle guardie "Berlino"
- 82ª Brigata comunicazioni "Varsavia"
- 1º Reggimento fucilieri "Semënovskij"
- 154º Reggimento comando "Preobraženskij"
- 45º Reggimento genio camuffamento
- Gruppo Operativo delle Forze Armate Russe in Transnistria
  - 82º Battaglione fucilieri motorizzato
  - 113º Battaglione fucilieri motorizzato
  - 540º Battaglione comando

### Distretto militare meridionale,Rostov sul Don
- 3ª Armata combinata delle guardie "Lugansk-Severodoneck"
  -  4ª Brigata fucilieri motorizzata
  -  6ª Brigata fucilieri motorizzata cosacca delle guardie "Lysyčans'k-M. I. Platov"
  -  7ª Brigata fucilieri motorizzata delle guardie "Čystjakove"
  - 85ª Brigata fucilieri motorizzata
  -  88ª Brigata fucilieri motorizzata
  -  123ª Brigata fucilieri motorizzata delle guardie "Eroe dell'Unione Sovietica Kliment Vorošilov"
  -  2ª Brigata artiglieria delle guardie
  - 201º Reggimento fucilieri motorizzato
  - 202º Reggimento fucilieri motorizzato
  - 204º Reggimento fucilieri motorizzato
  - 206º Reggimento fucilieri motorizzato
  - 208º Reggimento fucilieri motorizzato
  - 1102º Reggimento fucilieri motorizzato
  - 1194º Reggimento fucilieri motorizzato
- 8ª Armata combinata delle guardie
  -  20ª Divisione fucilieri motorizzata delle guardie "Ciscarpazia-Berlino"
  -  150ª Divisione fucilieri motorizzata delle guardie "Idrica-Berlino"
  -  238ª Brigata artiglieria delle guardie
  -  47ª Brigata missilistica delle guardie "Zaporižžja-Odessa"
  - 78ª Brigata missilistica contraerea
  - 133ª Brigata comando
  - 33º Reggimento genio delle guardie
  - 39º Reggimento difesa NBC
- 18ª Armata combinata
  -  40º Corpo d'armata
    - 47ª Divisione fucilieri motorizzata
    - 144ª Brigata fucilieri motorizzata

  -  70ª Divisione fucilieri motorizzata
  - 74ª Brigata artiglieria
  - 133ª Brigata logistica
- 49ª Armata combinata
  -  34ª Brigata fucilieri motorizzata da montagna delle guardie
  -  205ª Brigata fucilieri motorizzata cosacca delle guardie
  -  227ª Brigata artiglieria delle guardie "Tallinn"
  -  1ª Brigata missilistica delle guardie "Orša"
  -  90ª Brigata missilistica contraerea
  -  66ª Brigata comando "Odessa"
  - 99ª Brigata logistica
  - 17º Reggimento difesa NBC
  - 32º Reggimento genio
  -  7ª Base militare "Krasnodar" (Gudauta, Abcasia, Georgia)
- 51ª Armata combinata delle guardie "Doneck"
  -  1ª Brigata fucilieri motorizzata delle guardie "Slavjansk"
  -  5ª Brigata fucilieri motorizzata delle guardie "A. V. Zacharčenko"
  -  9ª Brigata fucilieri motorizzata delle guardie "Mariupol-Khingan"
  -  110ª Brigata fucilieri motorizzata delle guardie
  -  114ª Brigata fucilieri motorizzata delle guardie "Enakievo-Danubio"
  -  132ª Brigata fucilieri motorizzata delle guardie "Gorlovka"
  -  14ª Brigata artiglieria delle guardie "Kal'mius"
  - 91º Reggimento fucilieri motorizzato
  - 98º Reggimento fucilieri motorizzato
  - 103º Reggimento fucilieri motorizzato
  - 107º Reggimento fucilieri motorizzato
  - 115º Reggimento fucilieri motorizzato
  - 125º Reggimento fucilieri motorizzato
  - 127º Reggimento fucilieri motorizzato
  - 131º Reggimento fucilieri motorizzato
- 58ª Armata combinata delle guardie
  -  19ª Divisione fucilieri motorizzata "Voronež-Šumen"
  -  42ª Divisione fucilieri motorizzata delle guardie "Jevpatorija"
  -  136ª Brigata fucilieri motorizzata delle guardie "Uman-Berlino Apšeronsk"
  -  291ª Brigata artiglieria delle guardie
  -  12ª Brigata missilistica delle guardie
  -  67ª Brigata missilistica contraerea
  -  100ª Brigata ricognizione
  -  34ª Brigata comando
  - 78ª Brigata logistica
  - 166º Reggimento fucilieri motorizzato "Generale d'armata I. A. Pliev"
  - 136º Reggimento artiglieria
  - 31º Reggimento genio
  - 40º Reggimento difesa NBC
  - 74º Reggimento comunicazioni
  -  4ª Base militare delle guardie "Vapnjarka-Berlino" (Tskhinvali, Ossezia del Sud, Georgia)
- 102ª Base militare (Erevan e Gyumri, Armenia)
  - 988º Reggimento missilistico contraereo
- 10ª Brigata specnaz delle guardie (GRU)
- 22ª Brigata specnaz delle guardie (GRU)
- 346ª Brigata specnaz delle guardie (GRU)
- 439ª Brigata artiglieria lanciarazzi delle guardie "Perekop"
- 40ª Brigata missilistica delle guardie
- 77ª Brigata missilistica contraerea delle guardie
- 11ª Brigata genio delle guardie "Kingisepp"
- 19ª Brigata guerra elettronica
- 28ª Brigata difesa NBC
- 37ª Brigata ferroviaria
- 39ª Brigata ferroviaria
- 175ª Brigata comando "Luninec-Pinsk"
- 176ª Brigata comunicazioni
- 10º Reggimento manutenzione
- Flotta del Mar Nero
  -  22º Corpo d'armata
    -  126ª Brigata difesa costiera delle guardie "Gorlovka"
    -  127ª Brigata ricognizione
    -  8º Reggimento artiglieria delle guardie
    -  1096º Reggimento missilistico contraereo
    - 4º Reggimento difesa NBC

  -  810ª Brigata fanteria di marina delle guardie "60º Anniversario dell'URSS"
  - 11ª Brigata artiglieria costiera
  - 15ª Brigata missilistica costiera delle guardie
  - 68º Reggimento genio navale
  - 854º Reggimento missilistico costiero
- Flottiglia del Caspio
  -  177º Reggimento fanteria di marina delle guardie

### Distretto militare centrale,Ekaterinburg
- 2ª Armata combinata delle guardie
  -  27ª Divisione fucilieri motorizzata delle guardie "Omsk-Novyj Bug"
  -  15ª Brigata fucilieri motorizzata delle guardie "Aleksandrija"
  -  30ª Brigata fucilieri motorizzata delle guardie
  -  385ª Brigata artiglieria delle guardie "Odessa"
  -  92ª Brigata missilistica delle guardie
  -  297ª Brigata missilistica contraerea delle guardie
  - 91ª Brigata comando "Kielce"
  - 105ª Brigata logistica
  - 950º Reggimento artiglieria lanciarazzi
  - 2º Reggimento difesa NBC delle guardie
  - 39º Reggimento genio delle guardie
- 25ª Armata combinata
  -  67ª Divisione fucilieri motorizzata
  -  11ª Brigata corazzata
  -  164ª Brigata fucilieri motorizzata "Alejsk"
  -  169ª Brigata fucilieri motorizzata
  -  73ª Brigata artiglieria
  -  157ª Brigata logistica
- 41ª Armata combinata delle guardie
  -  35ª Brigata fucilieri motorizzata delle guardie "Volgograd-Kiev"
  -  55ª Brigata fucilieri motorizzata da montagna delle guardie
  -  74ª Brigata fucilieri motorizzata delle guardie "Zvenigorodka-Berlino"
  - 137ª Brigata fucilieri motorizzata "Ural"
  -  120ª Brigata artiglieria delle guardie "Volgograd"
  - 61ª Brigata missilistica contraerea delle guardie
  -  119ª Brigata missilistica delle guardie
  - 35ª Brigata comando "Tallinn"
  - 106ª Brigata logistica
  - 10º Reggimento difesa NBC delle guardie
  - 24º Reggimento genio
  - 40º Reggimento genio delle guardie
- 3º Corpo d'armata
  -  6ª Divisione fucilieri motorizzata
  -  72ª Brigata fucilieri motorizzata
  - 17ª Brigata artiglieria pesante delle guardie
- 201ª Base militare "Gatčina" (Dušanbe, Tagikistan)
  - 92º Reggimento fucilieri motorizzato "Sestroreck"
  - 149º Reggimento fucilieri motorizzato delle guardie "Częstochowa"
  - 191º Reggimento fucilieri motorizzato
- 90ª Divisione corazzata delle guardie "Vitebsk-Novgorod"
- 3ª Brigata specnaz delle guardie "Varsavia-Berlino" (GRU)
- 24ª Brigata specnaz delle guardie (GRU)
- 232ª Brigata artiglieria lanciarazzi delle guardie "Praga"
- 28ª Brigata missilistica contraerea
- 1ª Brigata mobile difesa NBC delle guardie
- 5ª Brigata ferroviaria "Poznan"
- 12ª Brigata genio delle guardie "Königsberg-Godorok"
- 18ª Brigata guerra elettronica
- 29ª Brigata difesa NBC delle guardie "V. K. Pikalov"
- 43ª Brigata ferroviaria
- 48ª Brigata ferroviaria
- 59ª Brigata comando "Sivaš"
- 179ª Brigata comunicazioni
- 24º Reggimento manutenzione
- 90º Reggimento genio

### Distretto militare orientale,Chabarovsk
- 5ª Armata combinata delle guardie
  -  127ª Divisione fucilieri motorizzata
  -  57ª Brigata fucilieri motorizzata delle guardie "Krasnograd"
  -  60ª Brigata fucilieri motorizzata
  -  305ª Brigata artiglieria delle guardie "Gumbinnen"
  -  8ª Brigata missilistica contraerea "Šiauliai"
  -  20ª Brigata missilistica delle guardie "Berlino"
  - 80ª Brigata comando "Vicebsk"
  - 101ª Brigata logistica
  - 25º Reggimento difesa NBC delle guardie
  - 35º Reggimento genio
- 29ª Armata combinata delle guardie
  -  36ª Brigata fucilieri motorizzata delle guardie "Lozova"
  -  200ª Brigata artiglieria delle guardie
  -  3ª Brigata missilistica
  -  140ª Brigata missilistica contraerea delle guardie "Barysaŭ"
  -  101ª Brigata comando "Khingan"
  - 104ª Brigata logistica
  - 19º Reggimento difesa NBC
  - 44º Reggimento genio
- 35ª Armata combinata
  -  38ª Brigata fucilieri motorizzata delle guardie "Vitebsk"
  -  64ª Brigata fucilieri motorizzata delle guardie
  -  69ª Brigata di copertura "Svir-Pomerania-Cosacchi dell'Amur"
  -  165ª Brigata artiglieria delle guardie "Praga"
  -  107ª Brigata missilistica delle guardie "Mazyr"
  -  71ª Brigata missilistica contraerea delle guardie
  - 54ª Brigata comando delle guardie
  - 103ª Brigata logistica
  - 35º Reggimento difesa NBC delle guardie
  - 65º Reggimento genio
- 36ª Armata combinata delle guardie
  -  5ª Brigata corazzata delle guardie "Tacinskaja"
  -  37ª Brigata fucilieri motorizzata delle guardie "Budapest-Cosacchi del Don-E. A. Ščadenko"
  -  30ª Brigata artiglieria
  - 35ª Brigata missilistica contraerea delle guardie
  -  103ª Brigata missilistica
  - 75ª Brigata comando delle guardie
  - 102ª Brigata logistica
  - 26º Reggimento difesa NBC delle guardie
  - 147º Reggimento genio
- 68º Corpo d'armata delle guardie
  -  18ª Divisione artiglieria mitragliera
  -  39ª Brigata fucilieri motorizzata delle guardie
- 14ª Brigata specnaz delle guardie (GRU)
- 338ª Brigata artiglieria lanciarazzi delle guardie "Daugavpils"
- 38ª Brigata missilistica contraerea delle guardie
- 41ª Brigata missilistica
- 7ª Brigata ferroviaria
- 14ª Brigata genio delle guardie "Baranavičy"
- 16ª Brigata difesa NBC delle guardie "Khingan"
- 17ª Brigata guerra elettronica delle guardie
- 50ª Brigata ferroviaria
- 104ª Brigata comando "Cluj"
- 106ª Brigata comunicazioni
- Flotta del Pacifico
  -  40ª Brigata fanteria di marina delle guardie "Krasnodar-Harbin"
  -  155ª Brigata fanteria di marina delle guardie "Kursk"
  - 72ª Brigata missilistica costiera
  - 520ª Brigata artiglieria missilistica costiera
  - 1532º Reggimento missilistico contraereo

## Gruppo tattico di battaglione - BTG
Il gruppo tattico di battaglione (in inglese BTG, Battalion Tactical Group) è un'organizzazione tattica modulare creata a partire da una brigata dell'esercito per dispiegare le forze da combattimento nelle zone di conflitto. L'uso dei BTG è divenuto effettivo dalle operazioni in Donbass tra il 2013 e il 2015, sebbene molte unità nonostante un numero superiore di potenza di fuoco, guerra elettronica e difesa anti-aerea siano state sopraffatte dall'esercito regolare ucraino. Ogni reggimento o brigata è strutturato in maniera quasi permanente in 2 BTG. Le unità del Distretto Militare Meridionale ne hanno 3. Al 2021 le forze terrestri russe avevano a disposizione 168 BTG. Secondo fonti occidentali durante l'invasione dell'Ucraina del 2022, ne sono stati impiegati 100, ovvero il massimo dispiegamento possibile.

### Struttura
- 700-800 soldati

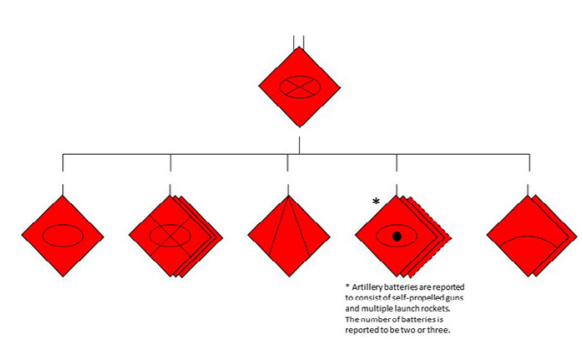
Struttura del BTG

- 1 compagnia carri equipaggiata con 10 MBT
- 3 compagnie di fanteria meccanizzata equipaggiata con 40 veicoli da combattimento per la fanteria IFV e 6 veicoli trasporto truppe APC
- 1 compagnia di difesa anticarro equipaggiata con 2S25 e 9P162 Kornet 1
- 2/3 batterie di artiglieria semovente o MLRS equipaggiate con 2S19 e BM-21
- 2 compagnie di difesa anti-aerea equipaggiata con 2S6M1 e SA-13
- 1 compagnia di supporto
- 1 compagnia da ricognizione

## Comandanti
- Generale d'armata Vladimir Semënov (agosto 1992 - novembre 1996)
- Generale d'armata Nikolaj Kormilcev (marzo 2001 - ottobre 2004)
- Generale d'armata Aleksej Maslov (novembre 2004 - luglio 2008)
- Generale d'armata Vladimir Boldyrev (luglio 2008 - gennaio 2010)
- Colonnello generale Aleksandr Postnikov (gennaio 2010 - aprile 2012)
- Colonnello generale Vladimir Čirkin (aprile 2012 - dicembre 2013)
- Tenente generale Sergej Istrakov (dicembre 2013 - maggio 2014) ad interim
- Generale d'armata Oleg Saljukov (maggio 2014 - maggio 2025)
- Colonnello generale Andrej Mordvičev (maggio 2025 - in carica)[25]

## Equipaggiamento
L'esercito di terra della Federazione Russa dispone di un grande numero di veicoli corazzati, blindati ed artiglierie. Segue tabella riassuntiva dell'inventario dell'esercito russo per categoria di veicolo, al 2025.
| Categoria                                     | In servizio | In riserva |
| --------------------------------------------- | ----------- | ---------- |
| Carri armati da combattimento (MBT)           | 2 730       | ≈2 900     |
| Veicoli da combattimento della fanteria (IFV) | 3 280       | ≈3 000     |
| Mezzi corazzati trasporto truppe (APC)        | 4 500+      | 2 700+     |
| Artiglieria semovente (SPG)                   | 1 703       | ≈1 900     |
| Artiglieria trainata                          | 670         | ≈4 050     |
| Lanciarazzi multipli (MLRS)                   | 1 131       | ≈1 350     |
| Sistemi missilistici terra-aria (SAM)         | 839+        |            |

## Gradi e insegne
La gerarchia dei gradi dell'esercito russo ha mantenuto in gran parte quella dell'esercito sovietico, con alcune piccole modifiche. La differenza principale dagli standard occidentali è qualche variazione nei titoli di grado dei generali e in almeno un caso, colonnello Generale, deriva dall'uso tedesco. La maggior parte dei nomi di grado sono stati presi in prestito dai gradi esistenti tedesco/prussiani, francesi, inglesi, olandesi, e polacchi al momento della formazione dell'esercito regolare russo nel tardo XVII secolo,  e sono ancora in vigore con poche modifiche del titolo attraverso il periodo sovietico.